# Nepenthes merrilliana
Nepenthes merrilliana este o specie de plante carnivore din genul Nepenthes, familia Nepenthaceae, ordinul Caryophyllales, descrisă de Macfarl.. Conform Catalogue of Life specia Nepenthes merrilliana nu are subspecii cunoscute.

## Galerie de imagini

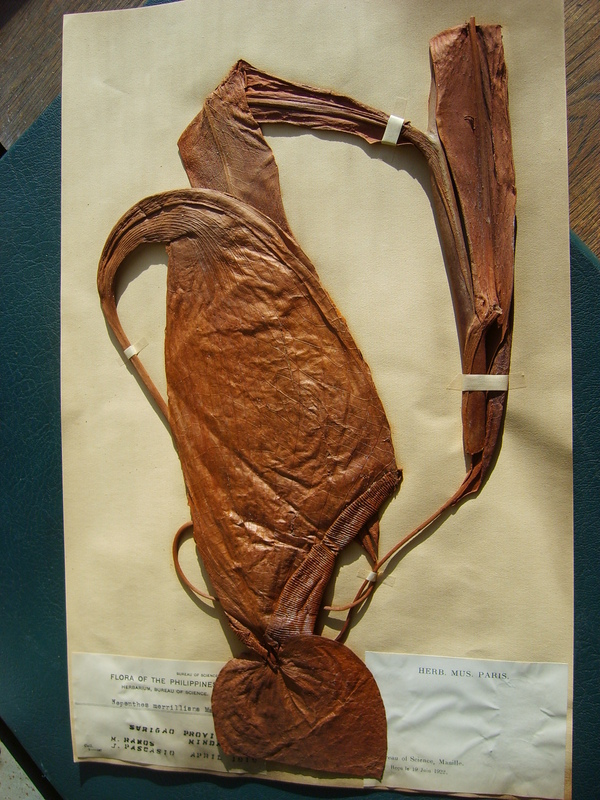
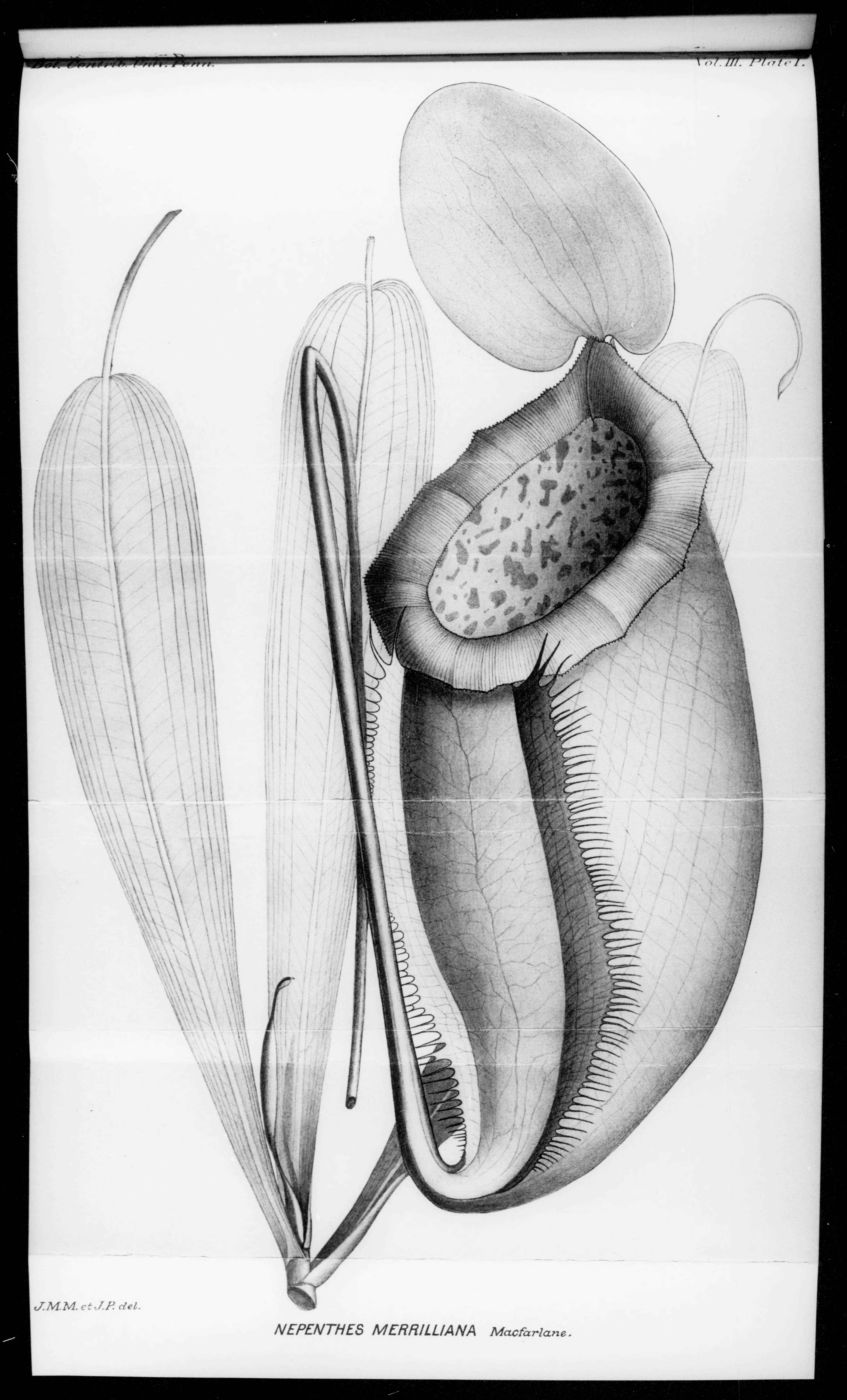